# Vălcineț (Ocnița)
Vălcineț è un comune della Moldavia situato nel distretto di Ocnița di 2.873 abitanti al censimento del 2004

## Località
Il comune è formato dall'insieme delle seguenti località (popolazione 2004):
- Vălcineț (1.909 abitanti)
- Codreni (964 abitanti)